# Língua meänkieli

Bandeira sueco-finlandesa do Vale de Torne

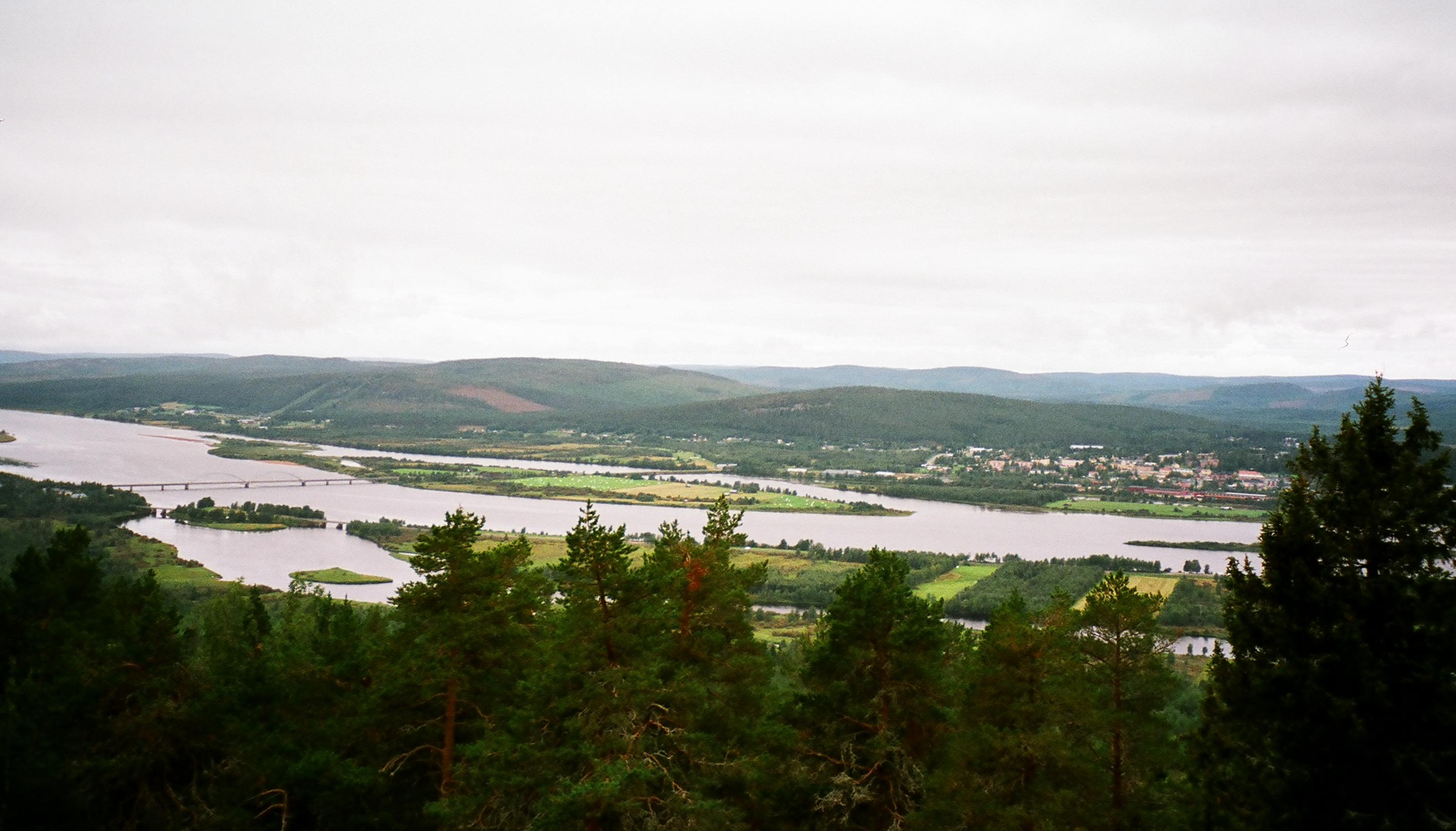
O Vale de Torne visto da montanha Aavasaksa

Meänkieli (literalmente "nossa língua") é uma língua  fino-báltica ou um grupo de dialetos  finlandeses distintos falados na parte mais ao norte da Suécia ao longo do vale do rio Torne. Seu estatuto como língua independente é contestado, mas na Suécia, é reconhecido como uma das cinco línguas oficiais minoritárias do país. Linguisticamente, Meänkieli consiste em dois subgrupos de dialeto do Vale de Torne (também falado no lado finlandês  rio Torne) e os dialetos de Gällivare, que pertencem ao maior grupo de dialetos, o Peräpohjolao). Por razões históricas e políticas, tem o estatuto de língua minoritária na Suécia. Na moderna língua sueca, o idioma é normalmente referido oficialmente como  meänkieli , embora coloquialmente um nome mais antigo,  tornedalsfinska  ("Torne Vale finlandês"), ainda seja comumente usado. A Sveriges Radio tende a usar tornedalsfinska  para a cultura em geral e  meänkieli  especificamente para o idioma.
Meänkieli se distingue da língua finlandesa padrão pela ausência dos desenvolvimentos ocorridos nos séculos XIX e XX no finlandês. Meänkieli também contém muitos empréstimos do léxico sueco e das línguas lapônicas (Sami) de uso diário. No entanto, a quantidade de empréstimos não é tão alta quando comparada a alguns outros dialetos finlandeses: por exemplo, o dialeto de Rauma tem quase tantos empréstimos do sueco como o  Meänkieli, mas este tem também contém alguns empréstimos Sami e palavras que desapareceram da língua finlandesa, mas foram mantidos no Meänkieli devido ao isolamento em relação ao finlandês. Meänkieli não tem dois dos 12 casos gramaticais usados no finlandês padrão, o comitativo e o instrutivo (usados principalmente na língua oficial e literária na Finlândia, sendo raros em todos os dialetos finlandeses). As conjugações verbais de Meänkieli são diferentes das da Finlândia. Há também um dialeto de Meänkieli falado em torno de Gällivare que difere ainda mais do finlandês padrão. Meänkieli também tem algumas palavras que não são encontradas em sueco, finlandês padrão ou sami, For example "porista" (falar), "son" (isso é) e "sole" (isso não é). Essas palavras são, no entanto, encontradas em outros dialetos finlandeses também.

## História
Antes de 1809, tudo o que é hoje a Finlândia era parte integrante da Suécia. A fronteira linguística ficava a oeste da área do vale Torne, então uma pequena parte da Suécia de hoje, ao longo da fronteira moderna, era historicamente de falantes de finlandês (assim como a maioria das áreas ao longo da costa leste do Golfo de Bótnia, áreas que foram cedidas à Rússia e fazem parte da Finlândia moderna, historicamente foram finlandeses de língua sueca e em grande parte ainda são). Na área onde o Meänkieli é falado, que agora é território finlandês (exceto as partes linguísticas Sami e de língua sueca desta área geográfica) se um continuum de dialetos dentro do Reino da Suécia. Como a área a leste do Rio Torne foi cedida à Rússia em 1809, o idioma foi desenvolvido de forma parcial do finlandês padrão. Em 1826, a Igreja da Suécia nomeou o padre e botânico amador Lars Levi Laestadius para ser o Vigário da paróquia de Karesuando, que está situada ao longo do rio Muonio ao norte do Círculo Polar Ártico na fronteira da Finlândia com a  Lapônia sueca. A população de Karesuando era predominantemente de língua finlandesa, descendentes de Sami, finlandês e sueco. Laestadius relatou que o dialeto local era notavelmente diferente do finlandês padrão, embora não tenha dado um nome a ele.. Parte do motivo era militar; pessoas próximas à fronteira que falam o idioma do país vizinho em vez da língua principal de seu próprio país podem não ser confiáveis em caso de guerra. Outra razão era que os finlandeses eram considerados de outra "raça". A opinião oficial sueca era que "os Sami e as tribos finlandesas pertencem mais à Rússia do que à Escandinávia. Por volta dessa época, as escolas da região ensinavam apenas em sueco e as crianças eram proibidas, sob pena de punição física, de falar sua própria língua na escola, mesmo durante os intervalos das aulas. Os falantes nativos de finlandês foram impedidos pelas autoridades de aprender finlandês padrão como disciplina escolar por décadas, o que resultou na sobrevivência da língua apenas na forma oral.

### Meänkieli hoje
Em 1º de abril de 2000, Meänkieli tornou-se um das cinco línguas minoritárias na Suécia reconhecidas nacionalmente no país, o que significa que pode ser usado para alguma comunicação com autoridades locais e regionais nas comunidades ao longo do finlandês fronteira. Seu estatuto de língua minoritária se aplica a comunidades e áreas locais designadas, não em toda a Suécia. Poucas pessoas hoje falam o Meänkieli como sua única língua, com os falantes geralmente falando sueco e também o finlandês padrão. As estimativas de quantas pessoas falam Meänkieli variam de 30 mil a 70 mil, das quais a maioria vive em Norrbotten. Muitas pessoas nas partes do norte da Suécia entendem algum Meänkieli, mas menos pessoas falam regularmente. Pessoas com raízes Meänkieli são freqüentemente chamadas de Tornedalians, embora a parte de língua finlandesa de Norrbotten seja uma área muito maior do que o vale do rioTorne; a julgar pelos nomes de cidades e locais, a parte de língua finlandesa de Norrbotten se estende até o oeste da cidade de Gällivare. Hoje, o uso do Meänkieli está declinando. Poucos jovens falam Meänkieli como parte da vida diária, embora muitos tenham conhecimento passivo da língua pelo uso familiar, e não é incomum que os jovens de famílias de língua Meänkieli estejam mais familiarizados com o finlandês padrão, para o qual a literatura e os cursos são muito mais prontamente disponíveis. O idioma é ensinado na Universidade de Estocolmo, Universidade Técnica de Luleå e Universidade de Umeå. Bengt Pohjanen é um autor trilíngue do Vale do Torne. Em 1985, ele escreveu o primeiro romance de Meänkieli,  Lyykeri . Ele também escreveu vários romances, dramas, gramáticas, canções e filmes em Meänkieli. Os romances do autor Mikael Niemi e um filme baseado em um de seus livros em sueco aumentaram a consciência dessa minoria entre os suecos. Desde a década de 1980, as pessoas que falam Meänkieli tornaram-se mais conscientes da importância da língua como um marcador de identidade. [carece de fontes?] Hoje existem livros de gramática, uma tradução da Bíblia, apresentações dramáticas e outros são alguns programas de TV em Meänkieli. No rádio, os programas em Meänkieli são transmitidos regularmente da estação regional  P4 Norrbotten (bem como da estação local P6 em Estocolmo) de segunda a quinta-feira entre 17:10 e 18:00, enquanto aos domingos outros programas são transportados por P6 entre 8:34 e 10:00 (também na  P2 em todo o país das 8:34 às 9:00). Todos esses programas também estão disponíveis na Internet.

## Comparação com Finlandês
Exemplo 1
| Meänkieli                                   |  | Finlandês padrão                               |
| ------------------------------------------- |  | ---------------------------------------------- |
| Ruotti oon demokratia. Sana demokratia      |  | Ruotsi on demokratia. Sana demokratia          |
| tarkottaa kansanvaltaa. Se merkittee        |  | tarkoittaa kansanvaltaa. Se merkitsee,         |
| ette ihmiset Ruottissa saavat olla matkassa |  | että ihmiset Ruotsissa saavat olla mukana      |
| päättämässä miten Ruottia pittää johtaa.    |  | päättämässä, miten Ruotsia pitää johtaa.       |
| Meän perustuslaissa sanothaan ette kaikki   |  | Meidän perustuslaissamme sanotaan, että kaikki |
| valta Ruottissa lähtee ihmisistä ja ette    |  | valta Ruotsissa lähtee ihmisistä ja että       |
| valtiopäivät oon kansan tärkein eustaja.    |  | valtiopäivät ovat kansan tärkein edustaja.     |
| Joka neljäs vuosi kansa valittee kukka      |  | Joka neljäs vuosi kansa valitsee, ketkä        |
| heitä eustavat valtiopäivilä, maakäräjillä  |  | heitä edustavat valtiopäivillä, maakäräjillä   |
| ja kunnissa.                                |  | ja kunnissa.                                   |

Tradução literal: A Suécia é uma democracia. A palavra democracia significa governo do povo. Significa que as pessoas na Suécia podem participar na decisão de como a Suécia deve ser governada. É dito em nossa constituição que todo o poder na Suécia vem do povo e que o Riksdag é o representante mais importante do povo. A cada quatro anos, as pessoas escolhem aqueles que as representarão no Riksdag, e nos conselhos municipais e municípios.
Exemplo 2
| Meänkieli |  | Finlandês |
| --- |  | --- |
| Hallitus oon epäonnistunnu osittain heän minuriteettipulitiikassa maakärajistä ei tehe aktiiivista työtä perussuojan kans johonka minuriteettikansala oon oikeus. |  | Hallitus on epäonnistunut osittain heidän vähemmistöpolitiikassa maakäräjistä ei tee aktiivista työtä työtä perussuojan kanssa johon vähemmistökansalla on oikeus |
| Silti tutkimus, jonka Lennart Rohdin oon allekirjottannu, esittää korjaamista. Esimerkiksi häätyy liittää minuriteettikysymykset Koululakhiin ja Sosiaalipalvelulakhiin ette net saava suureman merkityksen. Vasittu kielikeskus meänkielele saatethaan kans panna etusiale. |  | Silti tutkimus jonka Lennart Rohdin on allekirjoittanut, esittää korjaamista. Esimerkiksi täytyy. liittää vähemmistökysymykset koululakiin ja sosiaalipalvelulakiin että ne saavat suuremman merkityksen. Siihen tarkoitettu kielikeskus meänkielelle saatetaan kanssa panna etusialle. |

## Palavras Meänkieli não usadas no Finlandês padrão
- äpyli = maçã
- son/s´oon = isso é
- sole = isso não é
- klaarata = se dar bem
- sturaani = feio
- potati = batata
- pruukata = ter o hábito de
- följy = acompanhado
- ko = quando, desde
- fiskata = pescar
- kläppi = criança
- muuruutti = cenoura
- porista = conversar
- praatata = falar
- kahveli = garfo
- pruuvata = tentar
- kniivi =faca
- knakata = bater à porta
- öölata = beber álccol
- knapsu = homem feminino
- fruukosti = café da manhã
- fältti = campo
- funteerata = pensar
- engelska = Inglês
- fryysbuksi = freezer
- flakku =bandeira
- häätyy = ter que fazer

### Palavras de origem Sami
- kobbo = colina
- kiena = ladeira
- veiki = tempo escuro
- suohka = mingau
- roina = esbelto
- muijula = sorrir
- kaanij = fantasma
- jutu = rota[10]

## Diferenças entre Finlandês e Meänkieli
Em muitas situações, quando em finlandês há a letra "v", essa se torna "f" em Meänkieli
- färi = väri   "cor"
- fuori = vuori   "montanha"
- fankila = vankila   "prisão"

Em muitas situações, quando em finlandês há a letra "u" essa se torna  "y" em Meänkieli
- Kylttyyri = kulttuuri  "cultura"
- Resyrssi = resurssi  "recurso"

Em muitas situações, quando em finlandês há a letra "o" essa se torna "u" em Meänkieli
- puliisi = poliisi  "polícia"
- pulitiikka = politiikka  "politica"

Em muitas situações a letra "d" mudapara "t" ou desaparece
- tehä = tehdä "fazer"
- tynamiitti = dynamiitti "dinamite"
- meän = meidän "nosso(a)"
- heän = heidän "deles(as)"

Vonsoantes duplas
- mettä = metsä "floresta"
- kattoa = katsoa "olhar"
- savvu = savu   "fumaça"[5][11]

## Amostra de texto
Pai Nosso
Meän Isä, joka olet taihvaissa. Pyhitetty olkhoon sinun nimesti. Tulkhoon sinun valtakuntasti. Tapahtukhoon sinun tahtosti, niin taihvaassa ko maan päälä. Anna meile tänäpänä jokapäivänen leipä, ja anna meile antheeksi meän velat, niinko mekki annama antheeksi niile, joilta met olema saamassa. Äläkä vie meitä frästaukshiin, mutta pelasta meän pahasta. Ammen